# Jeanette Dyrkjær
 (février 2020).
Si vous disposez d'ouvrages ou d'articles de référence ou si vous connaissez des sites web de qualité traitant du thème abordé ici, merci de compléter l'article en donnant les références utiles à sa vérifiabilité et en les liant à la section « Notes et références ».
Jeanette Dyrkjær (née le 23 novembre 1963 à Copenhague et morte le 29 juillet 2011 dans la banlieue de Copenhague) est une actrice pornographique et mannequin danoise.
Dyrkjær a ensuite travaillé comme stripteaseuse et a brièvement rejoint l'industrie du porno américaine en tant que Jean Afrique.

## Biographie
Dans les années 1980, elle pose nue sous le nom de Jeanette Starion. En 1983, elle remporte le Million Pet of the Year Pageant organisé par le magazine masculin Penthouse.
Jeanette meurt d'une crise cardiaque dans une ville de Solrød, elle avait 47 ans.